# Eddy Hartog
E.W. (Eddy) Hartog (Utrecht, 17 september 1962) is een Nederlands politicus en voormalig ambtenaar. Sinds 13 juni 2023 is hij namens Volt lid van de Eerste Kamer der Staten-Generaal.

## Biografie
Hartog studeerde van 1980 tot 1985 staatkundige economie aan de Erasmus Universiteit Rotterdam. Van 1986 tot 1987 studeerde hij politicologie aan het Europacollege. Van 1989 tot 1 juni 2023 werkte hij als ambtenaar voor de Europese Commissie. Sinds 1 juni 2023 is hij actief als zelfstandig mediator onder de naam Eddy Hartog Consultancy.
Hartog stond als nummer 2 op de kandidatenlijst van Volt voor de Eerste Kamerverkiezingen van 2023. Omdat GroenLinks-Statenlid Debora Fernald uit Zuid-Holland haar stem uitbracht op Volt verkreeg de partij een extra Eerste Kamerzetel. Sinds 13 juni 2023 is hij namens Volt lid van de Eerste Kamer der Staten-Generaal. In zijn portefeuille heeft hij Europese Zaken, Infrastructuur, Waterstaat & Omgeving en Justitie & Veiligheid. Hij is lid van de Eerste Kamercommissies voor Buitenlandse Zaken, Defensie en Ontwikkelingssamenwerking, Europese Zaken, Financiën, Infrastructuur, Waterstaat en Omgeving, Justitie en Veiligheid, Kennissessies en Koninkrijksrelaties en plaatsvervangend lid van de delegatie naar de Benelux Interparlementaire Assemblee.

## Persoonlijk
Hartog is gehuwd en heeft twee dochters.
Eddy Hartog · Gaby Perin-Gopie
- Parlement.com: vm0rg3z8ypv8